# Neofit Bosweli

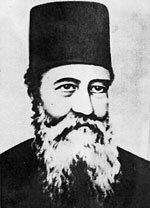
Neofit Bosweli

Neofit Bosweli, auch Neofit von Chilendar (bulgarisch Неофит Бозвели; * um 1785 in Kotel; † 4. Juni 1848 im Chilendarkloster auf Athos) war ein bulgarischer Priester, Schriftsteller und Lehrer.
Er war einer der Führer im Bulgarischen Kirchenkampf um die kirchliche Unabhängigkeit der bulgarischen Kirche von der Oberhoheit des griechisch geprägten Patriarchats von Konstantinopel. 1835 veröffentlichte er mit der Hilfe und nach einiger Forscher zusammen mit Emmanuil Vaskidovič eines der ersten bulgarischen Schulbücher der Neuzeit. 1844 wandte er sich in einem Schreiben gemeinsam mit Ilarion Makariopolski an die Hohe Pforte, in dem die Einsetzung von Bischöfen, die durch das bulgarische Volk gewählt würden, die Einführung einer bulgarischsprachigen Liturgie und die Wahl eines bulgarischen Vertreters in die Regierung bzw. die Errichtung einer bulgarischen Kirche in Istanbul gefordert wurden. Auf Druck des Patriarchen wurden daraufhin beide in das Chilendarkloster verbannt, in dem Neofit Bosweli 1848 verstarb.
Neofit Bosweli schrieb Lehrbücher aber auch Gedichte und Dialoge. Nach ihm ist der Bozveli Peak in der Antarktis benannt.

## Werke
- Славеноболгарское детеводство, 1835
- Краткая священая история и священий катихизис... Первом преведени из елиноггреческаго диалекта, сочинени же на славяноболгарскаго и издани в ползу славяноболгарской юности от Неофита архимандрита Хилендарца, родом же котлянца. Част первая., Belgrad 1835, Verlag Княжеской типографии
- Плач бедния мати Болгарии. (aus dem Bulg. Klage der armen Mutter Bulgarien) 1846.[1]
- Разговор на любородните.